# Protectorat des Régions de l'Ouest

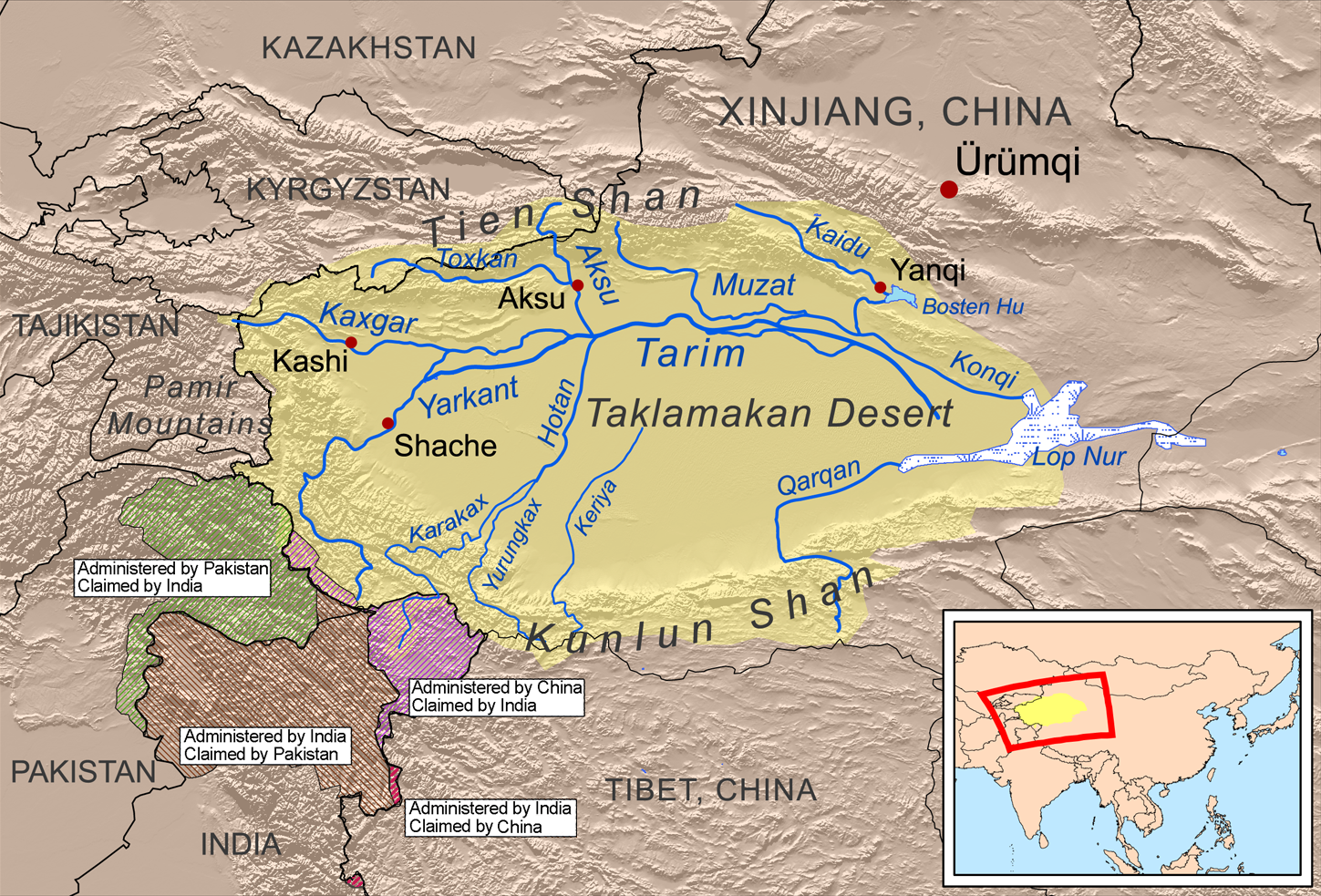
Le bassin du Tarim à l'époque moderne et les régions voisines.

Le protectorat des Régions de l'Ouest (chinois traditionnel : 西域都護府 ; chinois simplifié : 西域都护府 ; pinyin : Xīyù Dūhù Fǔ ; Wade : Hsi-yü Tu-hu Fu) est une administration impériale imposée entre le IIe et le VIIIe siècle av. J.-C. à plusieurs petits royaumes, auparavant indépendants, par plusieurs dynasties chinoises successives. Ces royaumes sont connus en Chine sous le nom de « Régions de l'Ouest » (chinois : 西域).

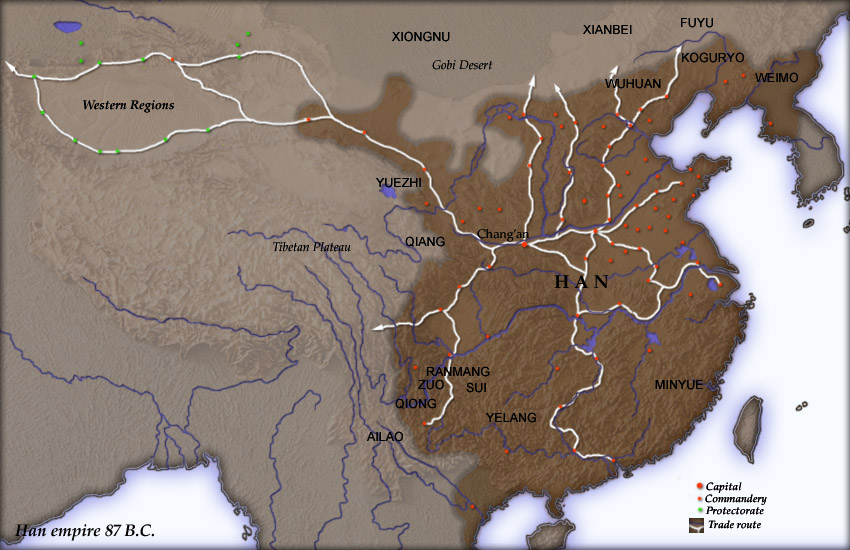
Carte de l'empire des Han vers 87 av. J.-C., avec le protectorat des Régions Ouest, la capitale Chang'an (en haut à droite) et l'emplacement de toutes les commanderies.

Ce terme fait référence la plupart du temps aux régions situées à l'ouest du Yumenguan et plus précisément au bassin du Tarim. La plus grande partie de cette zone sera par la suite nommée Altishahr par les Chinois. Ce nom désigne la zone correspondant actuellement au Xinjiang, à l'exception de la Dzoungarie. Avant la création de ce protectorat, le terme « Régions de l'Ouest » était utilisé pour désigner l'Asie centrale et même certaines parties de l'Asie du sud.
Le protectorat est la première forme de gouvernement direct de cette région par la Chine,. Il comprend divers royaumes vassaux, qui sont sous l’autorité nominale d’un chef protecteur des Régions Ouest, nommé par la Cour des Han.

## Histoire
Lors de la guerre Han–Xiongnu, au IIe siècle av. J.-C., les Han font de Wulei (chinois : 策达雅) un avant-poste militaire. Leur but est alors de contrôler les divers peuples et cultures des Régions de l'Ouest, dont plusieurs sont originaires d’Eurasie occidentale et/ou parlent des langues indo-européennes. Parmi ces peuples, on trouve des cités-États ou l'on parle le tokharien, telles qu'Ārśi (Douar ; plus tard Agni/Karasahr), Kuča (Kucha), Gumo (plus tard Aksu), Tourfan (Turpan) et Loulan (Krorän/Korla). Il y a également les peuples des cités-États des oasis de Khotan et de Kashgar qui parlent le saka, une des langues iraniennes orientales. En contrôlant ces régions, les Chinois essayent surtout d'éloigner le plus possible les nomades Xiongnu de la Chine intérieure.
Par la suite, cet avant-poste est relocalisé à Taqian, pendant la période des Han orientaux.
Officiellement créé en 59 ou 60 av. J.-C., le grade de général-protecteur est le plus haut grade militaire existant dans les Régions de l'Ouest. Le Protectorat connaît son apogée en 51 av. J.-C., lorsque les tribus du peuple Wusun font leur soumission à la Cour des Han et en deviennent les vassaux. Au moins 18 généraux protecteurs différents ont occupé ce poste, mais seuls les noms de 10 d'entre eux nous sont parvenus. Le protectorat et le poste de général-protecteur sont abandonnés sous la dynastie Xin de Wang Mang.
En l'an 74, l'empereur Han Mingdi et son successeur recréent le titre et l'attribuent au général Chen Mu. Si auparavant le poste de général-protecteur était purement militaire, il s'y rajoute dès lors des obligations administratives. Jusqu'en l'an 83 et la nomination du général Ban Chao, le général-protecteur porte le titre d'administrateur en chef des Régions de l'Ouest.
Le 29 juillet 107, une série de soulèvements du peuple Qiang qui éclatent dans le corridor du Hexi et au Guanzhong obligent les Han à abandonner le protectorat. Il n'est recréé qu'en 119 avant d'être à nouveau aboli en 175. Après un hiatus dû à la guerre civile qui éclate à la fin de la dynastie Han, le protectorat est recréé par le royaume de Wei et subsiste jusqu’aux alentours de l'an 328.
Des pièces de monnaie de cette époque, avec des inscriptions en Chinois médiéval et en kharoshthi, la langue indo-européenne locale, ont été trouvées dans le sud du bassin du Tarim.
Au VIIe siècle, la dynastie Tang reprend le contrôle de cette région et met en place en 640 une nouvelle administration, le Protectorat général pour pacifier l'Ouest. Ce nouveau protectorat a son siège à Xizhou (Turpan), puis déménage plus tard à Kucha, puis finit par disparaître vers l'an 790 à la suite des troubles et de l'affaiblissement des Tang provoqué par la révolte d'An Lushan.

## Administrateur en chef des Régions de l'Ouest
Le poste d'Administrateur en chef des Régions de l'Ouest (chinois simplifié : 西域长史 ; chinois traditionnel : 西域長史 ; pinyin : Xiyu Changshi ; Wade : Hsiyu Ch'ang-shih), ou « chef Scribe », est créée en 83. C'est un responsable militaire dont le rang et les fonctions correspondent à celui d'assistant (郡丞) pour une commanderie. Il reçoit ses ordres du gouverneur de Dunhuang et occupe une position secondaire servant à assister le général-protecteur. Le premier à assumer ce poste est Ban Chao en 83 et c'est Xu Gan (徐干) qui lui succède, après que Ban soit devenu général-protecteur en 91. Le poste d'administrateur en chef des Régions de l'Ouest gagne en importance et remplace celui de général-protecteur en 119, sous l’impulsion du gouverneur de Dunhuang, pour aider à évacuer les Xiongnu du sud vers le centre de la chine.
On ne connaît les noms que de 5 administrateurs en chef des Régions de l'Ouest : Suo Ban (索班), Ban Yong (班勇), Zhao Ping (赵评), Wang Jing (王敬) et Zhang Yan (张晏),. Le dernier administrateur nommé par la dynastie Han prend son poste en 175. Après une période de vacance pendant les troubles qui marquent la fin de la dynastie Han, le poste est recréé et maintenu par le royaume de Wei et la dynastie Jin de l'Ouest, jusqu’aux alentours de l'an 328. Le dernier à occuper ce poste est Li Bo (李柏), l'administrateur en chef des Régions de l'Ouest des Liang antérieur, un royaume fondé au nord-ouest de la Chine après la chute des Jin de l'Ouest,.

## Liste des généraux-protecteurs

### Han orientaux et Xin
- Zheng Ji 60－48 av. J.-C.
- Han Xuan (韓宣) 48－45 av. J.-C.
- Inconnu (3e) 45－42 av. J.-C.
- Inconnu (4e) 42－39 av. J.-C.
- Inconnu (5e) 39－36 av. J.-C.
- Gan Yanshou (甘延壽) 36－33 av. J.-C.
- Duan Huizong (段會宗) 33－30, 21－18 av. J.-C.
- Lian Bao (廉褒) 30－27 av. J.-C.
- Inconnu (9e) 27－24 av. J.-C.
- Han Li (韓立) 24－21 av. J.-C.
- Inconnu (11e) 18－15 av. J.-C.
- Guo Shun (郭舜) 15－12 av. J.-C.
- Sun Jian (孫建) 12－9 av. J.-C.
- Inconnu (14e) 9－6 av. J.-C.
- Inconnu (15e) 6－3 av. J.-C.
- Inconnu (16e) 3 av. J.-C.－ 1 apr. J.C.
- Dan Qin (但欽) 1 － 13
- Li Chong 13 － 23

### Han occidentaux
- Chen Mu 74－75
- Ban Chao 91－102
- Ren Shang 102－106
- Duan Xi 106－107

## Dans la culture populaire
- Dragon Blade, film chinois de 2015 mettant en scène Jackie Chan et John Cusack. Ce film est une uchronie qui raconte l’histoire de Huo An, un des commandants du protectorat des Régions de l'Ouest, interprété par Jackie Chan. Après avoir été accusé et exilé dans un poste situé dans l’une des forteresses frontalières, Huo An s’efforce de maintenir la paix entre les membres des diverses nations. Il se lie d’amitié avec un légionnaire romain nommé Lucius qui est interprété par John Cusack. Lucius et ses hommes fuient une immense armée le long de la route de la soie et se voient contraints de s'allier à Huo.

## Cartes
| |
| Carte de l'Asie en l'an 1. Les Régions de l'Ouest sont au centre de la carte, au Sud-Ouest des Xiongnu |

|                                    |
| La dynastie Han (jaune) en l'an 1. |

|                                                                                     |
| Carte de l'actuelle région du Xinjiang, montrant - Le Bassin du Tarim - Dzungaria . |

## Voir également
- Protectorat général pour pacifier l'Ouest
- Sogdiane